# 穆塞 (摩泽尔省)
穆塞（法語：Moussey，法語發音：[musɛ] ⓘ）是法国摩泽尔省的一个市镇，属于萨尔堡-萨兰堡区。

## 地理
穆塞（48°40'25"N, 6°46'57"E）面积7.89 平方千米，位于法国大東部大區摩泽尔省，该省份为法国东北部内陆省份，是洛林的一部分，西南接默尔特-摩泽尔省，东临下莱茵省，北与卢森堡和德国接壤。
与穆塞接壤的市镇（或旧市镇、城区）包括：勒蒙库尔、阿夫里库尔、拉加尔德、迈济耶尔莱维克、雷希库尔堡。

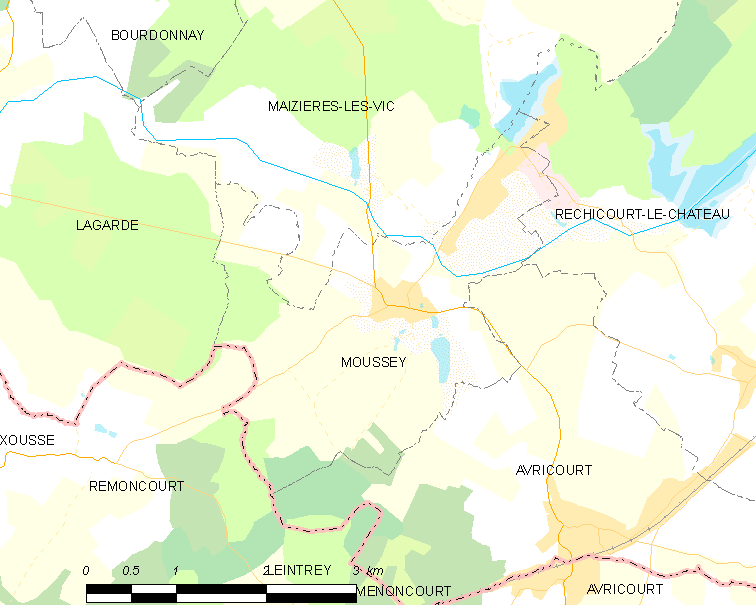
的OSM定位图

穆塞的时区为UTC+01:00、UTC+02:00（夏令时）。

## 行政
穆塞的邮政编码为57770，INSEE市镇编码为57488。

## 政治
穆塞所属的省级选区为萨尔堡县。

## 人口

1962-2008年间人口变化图示

穆塞于2022年1月1日时的人口数量为567人。